# Château de Vabre
Le château de Vabre se trouve à 5 km au nord de Rodez sur la commune d'Onet-le-Château en Aveyron (France) sur la route de Marcillac.

## Description
L'édifice, de type manoir, construit au début du XVIIIe siècle se compose d'un vaste corps de logis, entre deux pavillons débordant légèrement. L'ensemble de type méridional est coiffé d'une toiture à la Mansard, illuminée par de grandes lucarnes.

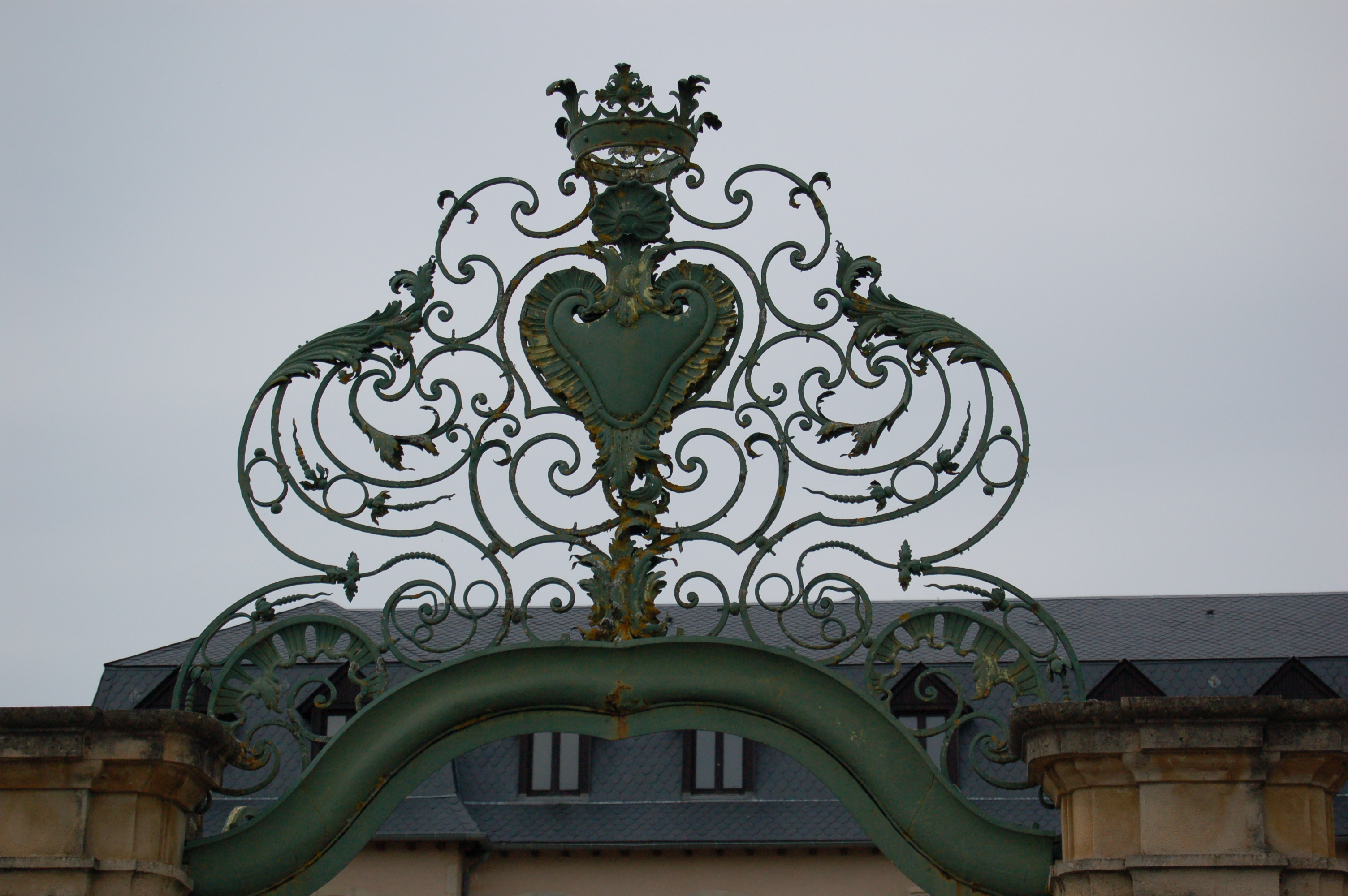
Grille en fer forgé

L'édifice est séparé du parc par une grille armoriée qui ne date que de la seconde moitié du XIXe siècle. Le vaste parc est clos d'un côté par des grilles, tandis qu'une haute muraille, flanquée à l'angle sud-ouest d'une tour-pigeonnier, clôt les autres côtés.

## Historique
La construction de ce château est attribuée à la famille de Balsa puis à celle de Guirbaldi. Au début du XVIIe siècle, il aurait appartenu à la famille de Balsa. En 1704, il appartient à la famille Guirbaldi, puis vers le milieu du XVIIIe siècle, il est aliéné à la famille Tustet.
Au début du XIXe siècle, la famille de Coignac en fait l'acquisition, jusqu'à ce que Mme veuve de Coignac le vende à M. Campergue, agent de change qui le recède à Mme de Séguret-Saincric. Celle-ci le fait restaurer et clôture le parc avec un portail et une grille en fer forgé. En 1910, Mme de Séguret-Saincric légue la propriété à la ville de Rodez qui en est toujours propriétaire. Afin de respecter les dernières volontés de la donatrice, la ville de Rodez transforme le château en orphelinat ; en 1959, on ne dénombre qu'un seul pensionnaire[réf. souhaitée].

## Valorisation du patrimoine
Après un premier projet de destruction qui a échoué, la ville de Rodez installe en 1973 un parc de loisirs à l'arrière du château et un parc des sports en face du château.
En 1993 à l'initiative de Roger Caville (maire adjoint) la ville de Rodez implante sur 2,37 ha un arboretum qui présente une large palette d'arbres ou arbustes du patrimoine aveyronnais. La même année la ville de Rodez rénove le château.
Aujourd'hui, le château héberge le centre de formation du Rodez Aveyron Football.